# كارول سانشيز
كارول سانشيز (بالإسبانية: Carol Sánchez)‏ (16 أبريل 1986 بنيكوجا في كوستاريكا - ) هي مدربة كرة قدم ولاعبة كرة قدم كوستاريكية في مركز الدفاع، شاركت في دورة الألعاب الأمريكية 2015. وشاركت مع منتخب كوستاريكا الوطني لكرة القدم للنساء.

## وصلات خارجية
- كارول سانشيز على موقع الاتحاد الدولي (مؤرشف)  (الإنجليزية)
- كارول سانشيز على موقع الاتحاد الأوربي (الإنجليزية)
- كارول سانشيز على موقع قاعدة بيانات كرة القدم.إي يو (الإنجليزية)
- كارول سانشيز على موقع Soccerway.com (الإنجليزية)